# Creuse (Somme)
Creuse é uma comuna francesa na região administrativa de Altos da França, no departamento de Somme. Estende-se por uma área de 5,02 km². Em 2010 a comuna tinha 195 habitantes (densidade: 38,8 hab./km²).